# Provincia de Ostrobotnia
La provincia de Ostrobotnia (en sueco: Österbottens län, literalmente "bajo oriental", botten derivado del nórdico antiguo botn en el sentido de "bahía" y latinizado bothnia; en finés: Pohjanmaan lääni, literalmente "tierras bajas" o alternativamente "tierras del norte") fue una provincia del Imperio sueco desde 1634 hasta 1775. La provincia se dividió en 1755 en las provincias de Vasa y de Uleåborg.
La provincia comprende una gran parte del norte y occidente de la actual Finlandia (que entonces era la mitad oriental de Suecia).
Está delimitada por Carelia, Savonia, Tavastia y Satakunta al sur, el mar de Botnia, la bahía de Botnia y la provincia sueca de Västerbotten al oeste, Laponia al norte y Rusia al este.

## Etimología
La palabra pohja significa "norte" o "fondo", y maa es "tierra". Según la antigua comprensión escandinava, el norte era el fondo del mundo,[cita requerida] donde el Sol desaparecía cada noche. La palabra se asoció con la dirección cardinal porque las casas se construyeron de tal manera que la parte posterior de la casa miraba hacia el norte, la dirección más fría.

## Gobierno
Ostrobotnia se divide actualmente en las siguientes regiones: Ostrobotnia, Ostrobotnia del Norte, Ostrobotnia Central, Ostrobotnia del Sur y Kainuu, y la parte sur de Laponia.
La administración estatal es realizada por las agencias administrativas estatales regionales de Länsi- ja Sisä-Suomen / Pohjois-Suomen aluehallintovirasto; el primero incluye áreas fuera de Ostrobotnia (Finlandia Central y Tavastia).

## Historia

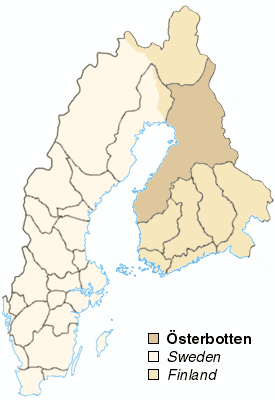
Ostrobotnia como provincia de Suecia.

Provincia de Ostrobotnia (número 3) en Finlandia hacia 1721.

La presencia humana más temprana en Ostrobotnia está representada por el asentamiento de 120.000 años de antigüedad cerca de Kristinestad, posiblemente representando la única evidencia restante de la presencia del hombre de Neanderthal antes de la edad de hielo en Fenoscandia. Los humanos modernos llegaron hace 9.000 años, tan pronto como la capa de hielo desapareció y suficiente tierra se había elevado sobre el nivel del mar. Una compleja sociedad de cazadores-recolectores surgió a lo largo de la costa. Entre los restos visibles de esta época se encuentran los recintos de piedra neolíticos únicos de Ostrobotnia conocidos localmente como Iglesias de Gigantes (en finés: Jätinkirkko). Son un raro ejemplo de arquitectura monumental construida por cazadores-recolectores en el norte de Europa.
Durante las edades del Bronce y del Hierro, una sociedad agraria eventualmente reemplazó las estructuras anteriores en el sur de Ostrobotnia, mientras que las economías tradicionales sobrevivieron mucho más tiempo en los lugares del norte y del interior. A principios de la Edad Media, los colonos de Suecia habitaban la franja costera de Ostrobotnia del Sur y Central, formando finalmente unidades administrativas bajo el dominio sueco. La Corona sueca estableció Korsholm como el centro administrativo. Al mismo tiempo, gran parte de la Ostrobotnia interior fue colonizada por colonos finlandeses de Savonia. En el siglo XVI, el asentamiento y la agricultura finlandeses habían llegado a la parte norte de la costa este del golfo de Botnia (norte de Kalajoki). Esto condujo a graves enfrentamientos con los cristianos ortodoxos de Carelia, que fueron apoyados por el soberano de Rusia. A finales del siglo XVI, ambas partes participaron en una constante guerra de incursiones contra las poblaciones civiles enemigas, aunque la paz formal existió durante la mayor parte del tiempo. Por ejemplo, en el invierno de 1590, hombres de Ii y Liminka asaltaron el Monasterio de Pechenga en el mar Ártico, mientras que los carelianos asaltaron Ii y Liminka, quemando casi todas las viviendas. La guerra disminuyó lentamente debido al tratado de Tyávzino en 1595.
Durante las últimas etapas de la guerra, la Corona sueca había estacionado tropas regulares en la provincia para ayudar a la población en defensa. Esto estaba en marcado contraste con la práctica anterior donde la provincia había sido responsable de su propia defensa. Después de la guerra, los ostrobotinos se rebelaron contra el estacionamiento de soldados regulares en la provincia, lo que llevó a la Guerra de los Garrotes, el último levantamiento campesino en la historia finlandesa. La guerra fue una pérdida devastadora para los campesinos y marcó el final definitivo de la provincia como frontera semiindependiente y no regulada.
Katarina Asplund (1690-1758), una pietista finlandesa, fue una figura destacada dentro del movimiento de pietismo en Ostrobotnia, y a menudo estaba en conflicto con las autoridades acusadas de blasfemia.
Las primeras ciudades en Ostrobotnia se establecieron en el siglo XVII, obteniendo pronto prominencia a través de la importación de alquitrán de pino, que era esencial para el mantenimiento de los barcos de madera de la época. La Gran Guerra del Norte fue el punto más bajo en la historia de la provincia, que fue ocupada en 1714-1721 por las tropas rusas, junto con el resto de Finlandia. En Ostrobotnia, las tropas rusas se dedicaron a la creación de una amplia franja de tierra de nadie entre la Finlandia ocupada y Suecia propiamente dicha. Especialmente, la Ostrobotnia del Norte sufrió mucho, perdiendo un cuarto de su población debido a los estragos de la guerra.
En 1809 Ostrobotnia fue separada de Suecia junto con el resto de Finlandia. Las regiones de Norrbotten y Västerbotten permanecieron en el lado sueco.

## Gobernadores
- Melcher Wernstedt (1635-1642)
- Hans Kyle (1642-1648, provincia de Vasa )
- Erik Soop (1644-1648, provincia de Uleåborg)
- Hans Kyle (1648-1650)
- Ture Svensson Ribbing (1650-1654)
- Johan Graan (1654-1668)
- Jacob Duwall (1668-1669)
- Johan Graan (1669-1674)
- Didrik Wrangel af Adinal (1674-1685)
- Gustaf Hierba (1685-1694)
- Johan Nilsson Ehrenskiöldh (1694-1706)
- Johan Stiernstedt (1706, suplente)
- Lorentz Empleado (1706-1720)
- Reinhold Wilhelm von Essen (1720-1732)
- Carl Henrik Wrangel af Adinal (1732)
- Broor RåCordero (1733-1734)
- Carl Frölich (1734-1739)
- Gustaf Creutz (1739-1746)
- Gustaf Abraham Piper (1746-1761)
- Gustaf von Grooth (1761-1762)
- Carl Sparre (1763)
- Fredrik Henrik Sparre (1763)
- Lorentz Johan Göös (1763-1774)
- Fredrik Magnus von Numers (1774, suplente)